# Pomacentrus
Pomacentrus is een geslacht van straalvinnige vissen uit de familie van rifbaarzen of koraaljuffertjes (Pomacentridae).
Het geslacht is voor het eerst wetenschappelijk beschreven in 1802 door Lacépède.

## Soorten
- Pomacentrus adelus Allen, 1991
- Pomacentrus agassizii Bliss, 1883
- Pomacentrus albiaxillaris Allen, Erdmann & Pertiwi, 2017
- Pomacentrus albicaudatus Baschieri-Salvadori, 1955
- Pomacentrus albimaculus Allen, 1975
- Pomacentrus alexanderae Evermann & Seale, 1907
- Pomacentrus alleni Burgess, 1981
- Pomacentrus amboinensis Bleeker, 1868
- Pomacentrus andamanensis Allen, Erdmann & Ningsih, 2020
- Pomacentrus aquilus Allen & Randall, 1980
- Pomacentrus arabicus Allen, 1991
- Pomacentrus armillatus Allen, 1993
- Pomacentrus atriaxillaris Allen, 2002
- Pomacentrus aurifrons Allen, 2004
- Pomacentrus auriventris Allen, 1991
- Pomacentrus australis Allen & Robertson, 1974
- Pomacentrus azuremaculatus Allen, 1991
- Pomacentrus baenschi Allen, 1991
- Pomacentrus bangladeshius Habib, Islam, Nahar & Neogi, 2020
- Pomacentrus bankanensis Bleeker, 1854
- Pomacentrus bellipictus Allen, Erdmann & Hidayat, 2018
- Pomacentrus bintanensis Allen, 1999
- Pomacentrus bipunctatus Allen & Randall, 2004
- Pomacentrus brachialis Cuvier, 1830
- Pomacentrus burroughi Fowler, 1918
- Pomacentrus caeruleopunctatus Allen, 2002
- Pomacentrus caeruleus Quoy & Gaimard, 1825
- Pomacentrus callainus Randall, 2002
- Pomacentrus cheraphilus Allen, Erdmann & Hilomen, 2011
- Pomacentrus chrysurus Cuvier, 1830
- Pomacentrus coelestis Jordan & Starks, 1901
- Pomacentrus colini Allen, 1991
- Pomacentrus cuneatus Allen, 1991
- Pomacentrus emarginatus Cuvier, 1829
- Pomacentrus fakfakensis Allen & Erdmann, 2009
- Pomacentrus flavioculus Allen, Erdmann & Pertiwi, 2017
- Pomacentrus flavoaxillaris Allen, Erdmann & Pertiwi, 2017
- Pomacentrus geminospilus Allen, 1993
- Pomacentrus grammorhynchus Fowler, 1918
- Pomacentrus imitator Whitley, 1964
- Pomacentrus indicus Allen, 1991
- Pomacentrus javanicus Allen, 1991
- Pomacentrus komodoensis Allen, 1999
- Pomacentrus lepidogenys Fowler & Bean, 1928
- Pomacentrus leptus Allen & Randall, 1980
- Pomacentrus limosus Allen, 1992
- Pomacentrus littoralis Cuvier, 1830
- Pomacentrus magniseptus Allen, Erdmann & Pertiwi, 2017
- Pomacentrus melanochir Bleeker, 1877
- Pomacentrus micronesicus Liu, Ho & Dai, 2013
- Pomacentrus microspilus Allen & Randall, 2005
- Pomacentrus milleri Taylor, 1964
- Pomacentrus moluccensis Bleeker, 1853
- Pomacentrus nagasakiensis Tanaka, 1917
- Pomacentrus nigriradiatus Allen, Erdmann & Pertiwi, 2017
- Pomacentrus nigromanus Weber, 1913
- Pomacentrus nigromarginatus Allen, 1973
- Pomacentrus opisthostigma Fowler, 1918
- Pomacentrus pavo Bloch, 1787
- Pomacentrus philippinus Evermann & Seale, 1907
- Pomacentrus pikei Bliss, 1883
- Pomacentrus polyspinus Allen, 1991
- Pomacentrus proteus Allen, 1991
- Pomacentrus reidi Fowler & Bean, 1928
- Pomacentrus rodriguesensis Allen & Wright, 2003
- Pomacentrus saksonoi Allen, 1995
- Pomacentrus similis Allen, 1991
- Pomacentrus simsiang Bleeker, 1856
- Pomacentrus smithi Fowler & Bean, 1928
- Pomacentrus spilotoceps Randall, 2002
- Pomacentrus stigma Fowler & Bean, 1928
- Pomacentrus sulfureus Klunzinger, 1871
- Pomacentrus taeniometopon Bleeker, 1852
- Pomacentrus trichrourus Günther, 1867
- Pomacentrus trilineatus Cuvier, 1830
- Pomacentrus tripunctatus Cuvier, 1830
- Pomacentrus vaiuli Jordan & Seale, 1906
- Pomacentrus vatosoa Frable & Tea, 2019
- Pomacentrus wardi Whitley, 1927
- Pomacentrus xanthosternus Allen, 1991
- Pomacentrus yoshii Allen & Randall, 2004